# Amt Güstrow-Land
Urząd Güstrow-Land (niem. Amt Güstrow-Land) – niemiecki urząd leżący w kraju związkowym Meklemburgia-Pomorze Przednie, w powiecie Rostock. Siedziba urzędu znajduje się w mieście Güstrow.
W skład urzędu wchodzi 14 gmin:
1. Glasewitz
2. Groß Schwiesow
3. Gülzow-Prüzen
4. Gutow
5. Klein Upahl
6. Kuhs
7. Lohmen
8. Lüssow
9. Mistorf
10. Mühl Rosin
11. Plaaz
12. Reimershagen
13. Sarmstorf
14. Zehna